# Kvalifikacija za Millstreet
Kvalifikacija za Millstreet (Kvalificering till Millstreet) var en uttagningstävling till Eurovision Song Contest 1993 i Millstreet på Irland. Uttagningen hölls den 3 april 1993 i RTVSLO:s studio i Ljubljana i Slovenien. Programledaren var Tajda Lekše. Sju länder deltog med det gemensamt att de alla ville debutera i Eurovisionen. Flertalet av deltagarna var länder som blivit självständiga under de senaste åren (endast Rumänien och Ungern tillhörde inte dessa). De tre högst placerade bidragen fick sedan delta i Eurovision Song Contest.
Någon liknande kvalificeringsomgång har efter detta tillfälle aldrig arrangerats.

## Resultat
| Land                    | Artist          | Bidrag                      | Placering | Poäng | TV-bolag |
| ----------------------- | --------------- | --------------------------- | --------- | ----- | -------- |
| Bosnien och Hercegovina | Fazla           | Sva bol svijeta             | 2         | 52    | RTVBiH   |
| Kroatien                | Put             | Don't Ever Cry              | 3         | 51    | HRT      |
| Estland                 | Janika Sillamaa | Muretut meelt ja südametuld | 5         | 47    | ETV      |
| Ungern                  | Szulák Andrea   | Árva reggel                 | 6         | 44    | MTV      |
| Rumänien                | Dida Drăgan     | Nu pleca                    | 7         | 38    | TVR      |
| Slovenien               | 1X Band         | Tih deževen dan             | 1         | 54    | RTVSLO   |
| Slovakien               | Elán            | Amnestia na neveru          | 4         | 50    | STV      |

## Omröstning
| Startordning | Startordning        | Röster | Röster | Röster | Röster | Röster | Röster | Röster | Röster |
| Startordning | Startordning        | Totalt | BA     | HR     | EE     | HU     | RO     | SI     | SK     |
| ------------ | ------------------- | ------ | ------ | ------ | ------ | ------ | ------ | ------ | ------ |
| Bidrag       | Bosnien-Hercegovina | 52     |        | 5      | 8      | 10     | 10     | 7      | 12     |
| Bidrag       | Kroatien            | 51     | 10     |        | 6      | 12     | 7      | 8      | 8      |
| Bidrag       | Estland             | 47     | 6      | 8      |        | 8      | 6      | 12     | 7      |
| Bidrag       | Ungern              | 44     | 7      | 6      | 12     |        | 8      | 6      | 5      |
| Bidrag       | Rumänien            | 38     | 5      | 12     | 5      | 5      |        | 5      | 6      |
| Bidrag       | Slovenien           | 54     | 8      | 7      | 10     | 7      | 12     |        | 10     |
| Bidrag       | Slovakien           | 50     | 12     | 10     | 7      | 6      | 5      | 10     |        |